# Marcelinho (football, 1987)
Pour les articles homonymes, voir Marcelinho.
Marcelo Leite Pereira, connu sous le surnom de Marcelinho, né le 22 juin 1987 à Rio de Janeiro, est un footballeur brésilien.

## Biographie
Marcelinho dispute 125 matchs en première division grecque avec les clubs de Xanthi et d'Atromitos, inscrivant 17 buts. Il participe aux tours préliminaires de la Ligue Europa avec ces deux équipes (huit matchs, deux buts). Le 25 juillet 2013, il inscrit un doublé en Ligue Europa, contre l'équipe nord-irlandaise du Linfield FC.
Il est engagé en 2016 par le club indien du Delhi Dynamos, afin de disputer l'Indian Super League. Lors de la période régulière, le club se classe troisième et dispute ainsi les demi-finales. Malgré un but en demi-finale retour contre le club du Kerala Blasters, il ne peut empêcher la défaite. Il inscrit finalement dix buts dans ce tournoi, dont un triplé contre le FC Goa, ce qui fait de lui le meilleur buteur du championnat. Il est dans le même temps désigné dans l'équipe-type de la saison 2016 de l'ISL.